# Tidskrift för hemmet
Tidskrift för hemmet tillägnad den svenska kvinnan, från 1868 tillegnad Nordens kvinnor, utgavs i Stockholm 1859–1885. 
Nordens första kvinnotidskrift var ett seriöst opinionsbildande organ. Den tog upp aktuella kvinnofrågor, som kvinnans utbildning, äganderätt och myndighet. Förutom artiklar i dessa ämnen, innehöll tidskriften även noveller, följetonger och populärvetenskapliga texter. Tidskriften främsta syfte var att verka för kvinnors bildning. 
Tidskriften grundades av Sophie Adlersparre tillsammans med Rosalie Olivecrona. Den efterföljdes 1886 av Fredrika-Bremer-förbundets månadsblad Dagny (senare Hertha)